# Nothing in My Way
Nothing in My Way – piosenka skomponowana przez brytyjski zespół rockowy Keane. Jest to trzeci singel pochodzący z drugiej płyty studyjnej grupy – "Under the Iron Sea". Utwór został zrealizowany 30 października 2006 roku. Został również odnotowany jako pierwszy w historii muzyki utwór wydany w formacie USB w specjalnej edycji ograniczonej do 1500 kopii.
"Nothing in My Way" jest ścieżką dźwiękową gry komputerowej o nazwie "FIFA 07".

## Edycje

### CD Single
Numer albumu: 1712175 
1. "Nothing in My Way"
2. "Thin Air"
3. "Tyderian"

### UK 7" Vinyl
Numer albumu: 1712200
1. "Nothing in My Way"
2. "Thin Air"

### 512 MB USB pamięci flash
- - "Nothing in My Way" (Audio)
  - "Nothing in My Way" (Video)
  - 3 wygaszacze ekranu (tzw. screensavers): Tube animations by Corin Hardy
  - Link do specjalnej strony internetowej z nieoficjalnym nagraniem  "Nothing in My Way".

## Kompozycja i wydanie
Piosenka została skomponowana przez Tima Rice-Oxleya pod koniec 2004 roku. Zadebiutowała podczas Rolling Stone Roadshow w Niemczech została wykonana wraz z "Hamburg Song" (20 października 2004). Od tego momentu aż do końca 2005 roku była wykonywana przez Tom Chaplin na trasie koncertowej "Hopes and Fears Tour" pod nazwą "Nothing in Your Way".
Oficjalnie została nagrana pod koniec 2005 roku w Helioscentric Studios, w East Sussex i The Magic Shop w Nowym Jorku.